# 4866 Badillo
4866 Badillo è un asteroide della fascia principale. Scoperto nel 1988, presenta un'orbita caratterizzata da un semiasse maggiore pari a 3,0028037 UA e da un'eccentricità di 0,0842298, inclinata di 9,36983° rispetto all'eclittica.
L'asteroide è dedicato a Victor L. Badillo, astronomo gesuita, divulgatore scientifico e direttore dell'Osservatorio di Manila.